# بوريس جوليانو
بوريس جوليانو (بالإيطالية: Boris Giuliano)‏ هو ضابط شرطة إيطالي، ولد في 22 أكتوبر 1930 في بياتسا أرميرينا في إيطاليا، وتوفي في 21 يوليو 1979 في باليرمو في إيطاليا.